# ألامو (جورجيا)
ألامو (بالإنجليزية: Alamo, Georgia)‏ هي مدينة تقع في مقاطعة ويلر، جورجيا بولاية جورجيا في الولايات المتحدة. تبلغ مساحة هذه المدينة 5 (كم²)، وترتفع عن سطح البحر 70 م، بلغ عدد سكانها 2797 نسمة في عام 2010 حسب إحصاء مكتب تعداد الولايات المتحدة.

## وصلات خارجية
- Cities & Counties - Georgia.gov